# Richard Keßler (Librettist)
Richard Keßler, Eigenschreibweise auch Kessler, Pseudonym: Friedrich Richards, (* 6. Juli 1875 in Berlin; † 2. Januar 1960 ebenda) war ein deutscher Librettist, Dramatiker, Theaterdirektor, Drehbuchautor und Liederdichter der Leichten Muse.

## Leben
Keßler stammte aus Berlin und war der einzige Sohn des Rentiers Richard Keßler. Nach der Schulausbildung sollte Richard ursprünglich die Buchdruckerei eines nahen Verwandten übernehmen, doch widmete er sich lieber dem Schreiben von Versen und der Dichtkunst. Bereits im Alter von 20 Jahren übernahm er 1896 den Posten des Direktors des Berliner Gastspiel-Ensembles. Mit diesem Ensemble gastierte er noch im gleichen Jahr in Reichenberg in Österreich-Ungarn. Er widmete sich in späteren Jahren verstärkt dem Schreiben von Libretti für Operetten und dem Schreiben von Lustspielen. Teilweise arbeitete er dabei mit Curt Kraatz (Der verjüngte Adolar, 1920) und Arthur Rebner zusammen. Seine Texte wurden u. a. von Victor Hollaender, Rudolf Nelson, Walter Wilhelm Goetze, Richard Fall, Walter Kollo, Robert Winterberg, Walter Bromme, Hugo Hirsch, Oscar Straus und Eduard Künneke vertont.
Richard Keßler wirkte an verschiedenen Theatern, darunter unter dem befreundeten Generalintendanten Max Berg-Ehlert in Altenburg und ging zuletzt wieder nach Berlin zurück, wo er im 85. Lebensjahr 1960 starb.

## Werke (Auswahl)
- Nach der Hochzeitsreise , Berlin, [1913]
- Firma Germania, Berlin, [1914]
- Das süße Pusselchen oder Bitte recht freundlich! Posse mit Gesang in 1 Akt, Berlin, [1914]
- Der keusche Joseph oder die Furcht vor der Liebe. Schwank in 1 Akt, nach dem Französischen, Berlin, [1918]
- Der Frauenkenner. Lustspiel in drei Akten, Berlin, [1918]
- Karriere, Komödie, auch Vorlage der Filmkomödie Der rosa Diamant, 1926 (Drehbuch von Hans Rameau und Franz Schulz)
- Scheidungsgrund gefällig? Lustspiel in drei Akten, Berlin, 1930
- Der Tenor der Herzogin, Operette in drei Akten, Musik von Eduard Künneke, Prag 1930
- Liselott, Operette in drei Akten, Musik von Eduard Künneke, Berlin 1932
- Heirat nicht ausgeschlossen! Lustspiel mit Musik in drei Akten und einem Vorspiel, Berlin, 1935
- Der Herr mit dem Zylinderhut. Schwank in drei Akten, Berlin, 1938
- Man soll keine Briefe schreiben! Lustspiel mit Musik in drei Akten, Berlin, 1941